# Iomar do Nascimento
|  | Aquest article tracta sobre Mazinho. Si cerqueu Mazinho Oliveira, vegeu «Waldemar Aureliano de Oliveira Filho». |

Iomar do Nascimento, més conegut com a Mazinho, (Santa Rita, Brasil 8 d'abril de 1966) és un futbolista brasiler, ja retirat. És pare de Thiago Alcántara Do Nascimento, i de Rafael Alcántara do Nascimento.

## Trajectòria
El 1983 debuta al seu país a les files del Santa Cruz Futebol Clube, on romandria tres anys abans de fitxar pel Vasco da Gama. El 1990 dona el salt a Europa, a la lliga italiana on només jugaria dues campanyes, la 90/91 al Lecce i la 91/92 a la Fiorentina. Al final d'eixa temporada torna al seu país, al Palmeiras.
La seua segona aventura europea arriba al 1994, quan és fitxat pel València CF, sota les ordres del seleccionador brasiler que havia guanyat el Mundial d'eixe any, en Parreira. A Mestalla es fa amb un lloc titular en els dos anys que hi milita, i aconsegueix el subcampionat de la temporada 95/96. Eixe estiu passa al Celta de Vigo, on després d'una primera campanya que esquiven per poc el descens, contribueix a dur a l'equip gallec a un dels seus moments daurats.
Amb només set partits disputats la 99/00, Mazinho deixa el Celta i fitxa per l'Elx CF, de Segona Divisió, on arriba com a gran fitxatge, però, no acaba de destacar i solament juga 17 partits. La temporada següent retorna al Brasil, a les files de l'Esporte Clube Vitória, on amb prou feines disputa uns partits abans de penjar les botes, el 2001.
Una vegada retirat, ha exercit en diversos càrrecs tècnics en clubs com l'Aris Salònica FC, de la lliga grega.

## Selecció
Mazinho va disputar 22 partits amb la canarinha, la selecció de futbol de Brasil. Va formar part dels combinats del seu país que van guanyar la Copa Amèrica de futbol de 1989 i el Mundial de Futbol dels Estats Units 1994. També va participar en la Copa Amèrica de futbol de 1991 i al Mundial de Futbol d'Itàlia 1990. A més a més, va ser medalla d'argent als Jocs Olímpics de Seül de 1988.

## Anecdotari
Amb Bebeto i Romário, Mazinho va participar en la famosa celebració d'un gol en què els tres futbolistes van anar cap a la banda i van simular que bressaven un nadó. Va ser durant el Mundial dels Estats Units 1994 i la celebració s'ha convertit en una de les més conegudes de la història del futbol.